# Петров, Ярослав Фёдорович
Яросла́в Фёдорович Петро́в (11 июня 1942 года, Буда-Кошелёво Гомельской области) — советский и белорусский оперный и камерный певец (бас), солист Большого театра оперы и балета Республики Беларусь, Народный артист Белорусской ССР (1984).

## Биография
В молодости служил в Военно-морском флоте СССР моряком-подводником, водолазом. После армии работал в родном Буда-Кошелёво каменщиком и слесарем-наладчиком. 
Окончил Белорусскую государственную консерваторию имени А. В. Луначарского. Пел с составе хора Оперной студии при консерватории, работал солистом в Государственной академической хоровой капелле БССР. С 1973 года — солист Большого театра оперы и балета Республики Беларусь. Прославился исполнением партии Бориса Годунова в одноимённой опере Модеста Мусоргского. Всего на сцене Белорусского театра оперы и балета Ярослав Петров исполнил  более 50 различных  партий. Гастролировал в составе оперной труппы во многих странах мира, таких, как Россия, Болгария, Югославия, Польша, Германия, Швейцария, Испания, Мексика, Аргентина.

## Репертуар
- Зарастро — «Волшебная флейта», В. А. Моцарт
- Мефистофель — «Фауст», Ш. Гуно
- Дон Базилио, Бартоло — «Севильский цирюльник», Дж. Россини
- Захария — «Набукко», Дж. Верди
- Филипп — «Дон Карлос», Дж. Верди
- Граф Монтероне, Спарафучиле — «Риголетто», Дж. Верди
- Рамфис — «Аида», Дж.Верди
- Бонза — «Мадам Баттерфляй», Дж.Пуччини
- Иван Сусанин — «Иван Сусанин», М. Глинка
- Мельник — «Русалка», А. Даргомыжский
- Князь Игорь, Владимир Галицкий, Кончак — «Князь Игорь», А. Бородин
- Борис Годунов — «Борис Годунов», М. Мусоргский
- Король Рене — «Иоланта» П. Чайковский
- Сальери — «Моцарт и Сальери», Н. Римский-Корсаков
- Кутузов — «Война и мир», С. Прокофьев
- Наймит — «Седая легенда», Дм. Смольский
- Рыгор — опера «Дикая охота короля Стаха», В. Солтан
- Дворецкий — опера «Визит дамы», С. Кортес
- партия солирующего баса в «Реквиеме» Дж. Верди[3]